# Máxima af Nederlandene
Dronning Máxima af Nederlandene (født Máxima Zorreguita Cerruti, 17. maj 1971 i Buenos Aires, Argentina) er hustru til den hollandske konge, Willem-Alexander af Nederlandene. 

## Ægteskab og børn
Parret mødtes første gang i Sevilla i 1999, forlovelsen blev offentliggjort i 2001 og de blev gift i Amsterdam den 2. februar 2002. Forbindelsen var kontroversel og underlagt stor debat, da Máximas far havde været landbrugsminister under den argentinske diktator Jorge Rafael Videla, hvis regime menes at have dræbt op mod 30.000 mennesker. Máximas forældre deltog heller ikke ved brylluppet.
Parret har tre børn:
1. Catharina-Amalia af Nederlandene (født 7. december 2003)
2. Alexia af Nederlandene (født 26. juni 2005)
3. Ariane af Nederlandene (født 10. april 2007)

## Titel, prædikater og æresbevisninger

### Titler og prædikater
- 17. maj 1971 — 2. februar 2002: Máxima Zorreguieta Cerruti
- 2. februar 2002 – 30. april 2013: Hendes Kongelige Højhed Prinsesse Maxima af Nederlandene, Prinsesse af Oranien-Nassau, Fru van Amsberg
- 30. april 2013 — nu: Hendes Majestæt Dronning Maxima, Prinsesse af Nederlandene, Prinsesse af Oranien-Nassau

### Æresbevisninger

#### Udenlandske dekorationer
- Danmark: Ridder af Elefantordenen (R.E.)  (2015)[1]
- Norge: Storkors af Sankt Olavs Orden (No.St.O.1.)  (2013)[2]
- Sverige: Storkorskommandør af Den Kongelige Nordstjerneorden